# Carl Bell (musicista)
Carl Bell (Kenton, 9 gennaio 1967) è un musicista, compositore e produttore discografico statunitense conosciuto per aver suonato come chitarrista principale nella band hard rock Fuel, fondata insieme al bassista Jeff Abercrombie.
Carl è stato anche il principale compositore di musica e testi per la band, e vi ha suonato fino a poco prima della formazione di una band revival nel 2010, chiamata Re-Fueled. Suoi sono i singoli Shimmer, Hemorrhage (In My Hands) e Bad Day.

## Post-Fuel
Dopo aver lasciato il gruppo nel 2008, Carl ha iniziato a concentrarsi su altri aspetti della produzione discografica, quali colonne sonore per televisione e cinema. Nel 2010 ha iniziato a lavorare, sempre come produttore, con la band Sandlot Heroes.